# Platform alternatieven voor dierproeven
Het Platform alternatieven voor dierproeven (PAD) is een Nederlands platform dat in 1987 werd ingesteld door de toenmalige minister van WVC om de ontwikkeling van alternatieven voor dierproeven te stimuleren en zo het gebruik van proefdieren te verminderen.
Het PAD bestaat uit vertegenwoordigers van de belangrijkste belangenpartijen: proefdiergebruikende industrie, ministeries en dierenbelangenorganisaties. Tot 1998 was het PAD de belangrijkste financier van projecten om tot alternatieven voor dierproeven te komen. Als uitvoerend orgaan werd het Nationaal Centrum Alternatieven voor dierproeven ingesteld in 1994.
In 1997 veranderde de status van het PAD en werd het een adviesorgaan voor de minister van VWS. Als belangenpartij wordt een vertegenwoordiger van de academia toegevoegd. De subsidieactiviteiten werden overgeheveld naar de Programmacommissie Alternatieven voor dierproeven van ZonMw.
Het PAD vertegenwoordigt Nederland in het European Consensus Platform. 